# Winterburn
Winterburn is een plaats en civil parish in het bestuurlijke gebied Craven, in het Engelse graafschap North Yorkshire.